# Tamaki Miura
Tamaki Miura (giapponese: 三浦環; 22 febbraio 1884 – 26 maggio 1946) è stata un soprano giapponese, famosa per le sue performance come Cio-Cio-San nell'opera lirica Madama Butterfly di Giacomo Puccini.

## Biografia

### Carriera
Tamaki fece il suo esordio operistico a Tokyo nel 1911 e nello stesso anno andò in Europa per finire gli studi. Fu lanciata come Cio-Cio-San con l'innovativo regista Vladimir Rosing come parte della sua stagione lirica che terrà per gli alleati nel maggio e nel giugno 1915 al London Opera House.
Nell'autunno del 1915 ha interpretato il ruolo per la prima volta in America a Boston. La performance portò ulteriormente giudizi positivi sia in Madama Butterfly sia nell'Iris di Mascagni a New York, San Francisco e Chicago, prima di tornare a Londra per lavorare con la Beecham Company. Nel 1918 tornò negli Stati Uniti, dove per due stagioni si è esibita sia nella Madama Butterfly sia nella Madame Chrysanthème di André Messager. Quest'ultima non è stata ben accolta, essendo vista come un rifacimento della Madama Butterfly. Nel 1920 fu ospiti dei migliori teatri di Monte Carlo, Barcellona, Firenze e Roma. Al suo ritorno in Giappone da questo giro, si fermò a Nagasaki nel 1922 per una serie di concerti.
Nel 1924 Miura tornò negli Stati Uniti per esibirsi con la Compagnia Teatrale di San Carlo. Due anni più tardi tornò a Chicago per interpretare ruoli principali nella compagnia teatrale della Manhattan Opera di New York Namiko-San. Dopo questo ha partecipato a diversi tour e ha cantato in Italia (nel marzo del 1931 si è esibita al Teatro Verdi di Pisa con il tenore Armando Bini, al Carani di Sassuolo la cui costruzione terminò a fine anno 1930 e dove la Miura il 29 aprile 1931 inaugurò la stagione operistica, a Modena, a Livorno, Firenze, Lucca, Pistoia, Torino, Novi Ligure, Rimini) prima di tornare in Giappone nel 1932.
La sua statua, con quella di Puccini, può essere vista al Glover Garden di Nagasaki.
Scrive il quotidiano "Il Popolo Toscano" il 2 marzo 1931 dopo il successo al teatro Verdi di Pisa: " Tamaki Miura se non è la soprano di gran voce è però la donna tra le poche che sanno interpretare in tutta la sua più squisita sensibilità scenica il carattere del tipo impersonato. Non molta voce abbiamo detto ma fine, delicata, intonatissima che negli acuti rivela delle doti eccellenti. Assoluta padronanza di scena in tutti i punti più caratteristici e drammatici e tale da compensare ad usura ogni altra esigenza non soddisfatta. L'appassionata e dolorante figura di Butterfly nella figurina aggraziata e sentimentale della Miura emerge viva e palpitante, commovente ed avvincente mentre la dolcissima musica pucciniana trasporta e conquide".